# Krabozàvodskoie
Krabozàvodskoie (en rus: Крабозаводское) és un poble de l'óblast de Sakhalín, a l'Extrem Orient de Rússia, que en el cens del 2010 tenia 947 habitants. Es troba a l'illa de Xikotan.